# Jožica
Jožica je žensko osebno ime.

## Izvor imena
Ime Jožica je različica ženskega osebnega imena Jožefa.

## Pogostost imena
Po podatkih Statističnega urada Republike Slovenije je bilo na dan 31. decembra 2007 v Sloveniji število ženskih oseb z imenom Jožica: 9.732. Med vsemi ženskimi imeni pa je ime Jožica po pogostosti uporabe uvrščeno na 10. mesto.

## Osebni praznik
V koledarju je ime Jožica zapisano skupaj z imenoma Jožef oziroma Jožefa.